# Jankov (okres Benešov)
Obec Jankov se nachází v okrese Benešov ve Středočeském kraji. Žije zde 916 obyvatel.

## Poloha
Jankov leží v nadmořské výšce 510 m, v oblasti nazývané Česká Sibiř. Protéká tudy říčka Chotýšanka, která je levostranným přítokem řeky Blanice. Ve vzdálenosti 13 km severovýchodně leží město Vlašim, 16 km severně město Benešov, 23 km západně město Sedlčany a 27 km jižně město Tábor.
Katastr obce se skládá ze dvou oddělených území. Jedno je tvořeno částmi Bedřichovice, Čestín, Jankov, Jankovská Lhota, Otradovice a Pičín. Druhé je tvořeno částmi Čečkov, Nosákov, Odlochovice a Podolí.
Vesnice Jankov, kde je evidováno 172 adres, je částí stejnojmenné obce. Součástí Jankova je malá osada Jitra se 3 popisnými čísly. Katastrální území Jankov má rozlohu 9,06 km² a leží na něm i místní část Otradovice.

## Historie
První písemná zmínka o obci pochází z roku 1352, titul městečko od roku 1543.
Do historie se Jankov zapsal datem 6. 3. 1645, kdy se zde střetla švédská vojska generála Torstensona s rakouskými císařskými vojsky vedenými generály Götzem a Hatzfeldem v největší a nejkrvavější bitvě třicetileté války na českém území. Porážka rakouských císařských vojsk urychlila jednání o ukončení tohoto celoevropského konfliktu. Z těchto dob také pochází úsloví „Dopadl jako Kec u Jankova“. Dnes tuto událost připomíná památník a mohyla nedaleko od Jankova.
Každý rok se zde koná pochod Po stopách bitvy u Jankova. Účastníci mohou absolvovat trasu pěšky nebo na kole a dozvědět se něco o průběhu bitvy a bojových taktikách třicetileté války. Bitvy u Jankova se týkají i dvě naučné stezky v okolí obce.

### Územněsprávní začlenění
Dějiny územněsprávního začleňování zahrnují období od roku 1850 do současnosti. V chronologickém přehledu je uvedena územně administrativní příslušnost obce v roce, kdy ke změně došlo:
- 1850 země česká, kraj České Budějovice, politický a soudní okres Votice[4]
- 1855 země česká, kraj Tábor, soudní okres Votice
- 1868 země česká, politický okres Sedlčany, soudní okres Votice
- 1939 země česká, Oberlandrat Tábor, politický okres Sedlčany, soudní okres Votice[5]
- 1942 země česká, Oberlandrat Praha, politický okres Sedlčany, soudní okres Votice[6]
- 1945 země česká, správní okres Sedlčany, soudní okres Votice[7]
- 1949 Pražský kraj, okres Votice[8]
- 1960 Středočeský kraj, okres Benešov
- 2003 Středočeský kraj, okres Benešov, obec s rozšířenou působností Votice

### Rok 1932
V městysi Jankov (přísl. Otradovice, 692 obyvatel, poštovní úřad, telefonní úřad, telegrafní úřad, četnická stanice, katol. kostel) byly v roce 1932 evidovány tyto živnosti a obchody: lékař, bio Sokol, cihelna, holič, 3 hostince, 2 koláři, kovář, 2 krejčí, 2 mlýny, obchod s obuví Baťa, 2 obuvníci, pekař, pila, sklad piva Velkopopovického pivovaru, 3 rolníci, sedlář, 4 obchody se smíšeným zbožím, Spořitelní a záložní spolek pro Jankov, 2 trafiky, 2 truhláři, 3 velkostatky (Nerad, Okresní velkostatek, Zvára), zubní ateliér.
V obci Čestín (přísl. Bedřichovice, 250 obyvatel, samostatná obec se později stala součástí Jankova) byly v roce 1932 evidovány tyto živnosti a obchody: hostinec, kovář, 3 rolníci, 2 obchody se smíšeným zbožím, trafika, velkostatek Ant. Horovetz.
V obci Odlochovice (přísl. Čočkov, Nosákov, Podolí, 405 obyvatel, poštovní úřad, telegrafní úřad,, samostatná obec se později stala součástí Jankova) byly v roce 1932 evidovány tyto živnosti a obchody: 2 hostince, kolář, 2 kováři, krejčí, mlýn, 2 řezníci, 3 obchody se smíšeným zbožím, švadlena 3 trafiky, truhlář, velkostatkář Karel Ronovský.
V obci Pičín (192 obyvatel, samostatná obec se později stala součástí Jankova) byly v roce 1932 evidovány tyto živnosti a obchody: hostinec, kolář, kovář, 2 mlýny, obuvník, obchod se smíšeným zbožím, trafika.

## Osobnosti
- Josef Šusta (rybníkář)

## Pamětihodnosti
- Kostel svatého Jana Křtitele na náměstí
- Výklenková kaplička na náměstí
- Vodní mlýn
- Památník bitvy u Jankova

## Pověsti
Když byl pro kostel sv. Jana Křtitele pořízen nový zvon, nechal jím zdejší pán zvonit umíráček za svého uhynulého psa. Zvon, protože ještě nebyl posvěcený, se zalekl a ulétl do lesa Bažantnice, kde se ukryl v tůni. Odtud vylétal vždy v poledne zvonit, avšak jednou tam žena prala přízi, a když se jí zapletla do ponořeného zvonu, zaklela a zvon se utopil navždy.

## Doprava

### Dopravní síť
- Pozemní komunikace – Obcí prochází silnice II/150 Votice - Jankov - Louňovice pod Blaníkem - Čechtice - Ledeč nad Sázavou.

- Železnice – Železniční trať ani stanice na území obce nejsou.

### Veřejná doprava (2012)
- Autobusová doprava – Na území obce měly zastávky autobusové linky jedoucí např. do těchto cílů: Benešov, Louňovice pod Blaníkem, Miličín, Praha, Vlašim, Votice.

## Turistika
- Cyklistika – Obcí vedou cyklotrasy č. 112 Louňovice pod Blaníkem - Jankov - Votice - Kosova Hora, č. 0033 Bystřice - Jankov, č. 0042 Jankov - Neustupov - Heřmaničky - Prčice a č. 0068 Čerčany - Okrouhlice - Popovice - Jankov.

- Pěší turistika – Územím obce procházejí turistické trasy  Votice - Kaliště - Jankov - Bedřichovice a  Jankov - Zvěstov - Šlapánov.

## Galerie

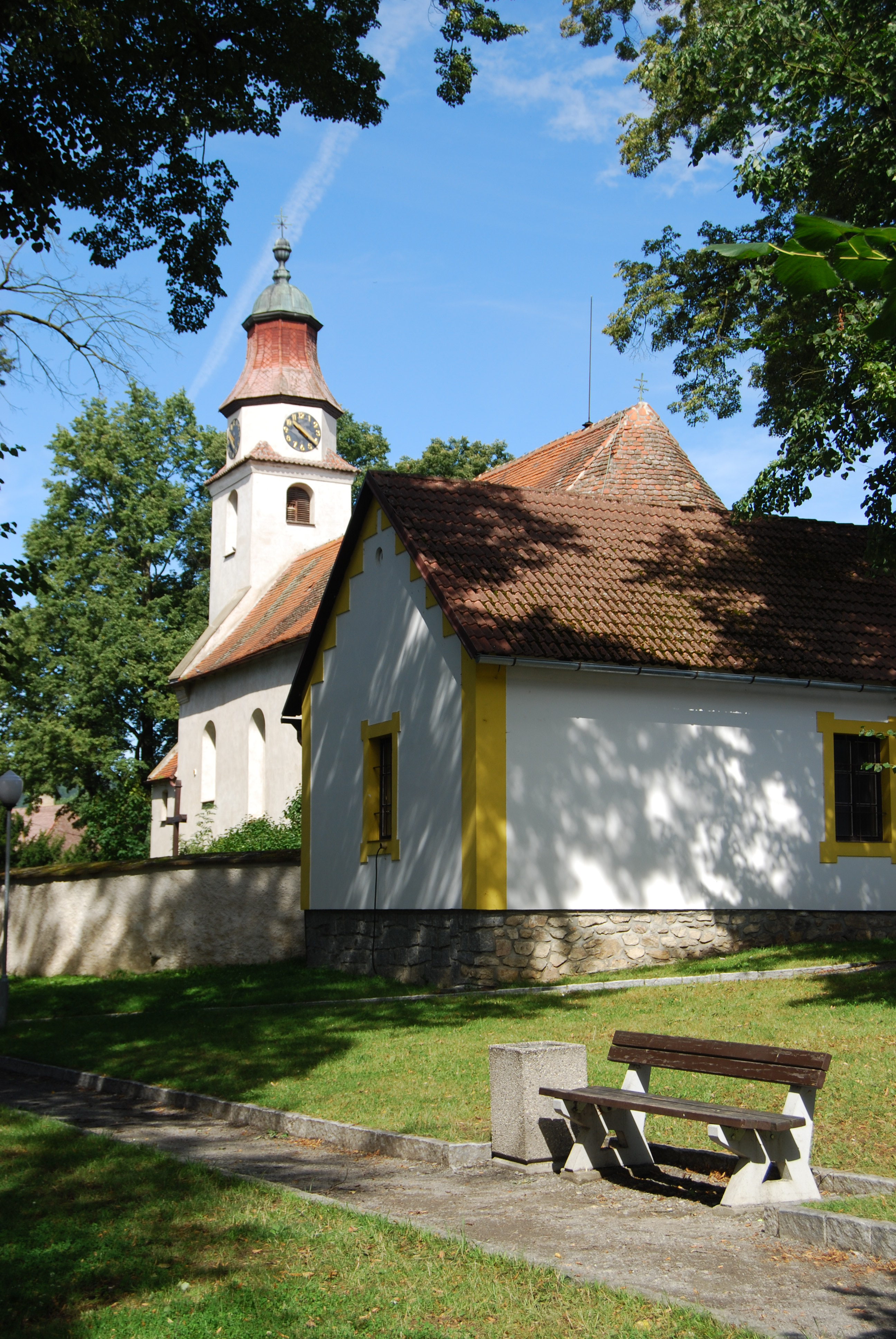
Kostel svatého Jana Křtitele na náměstí
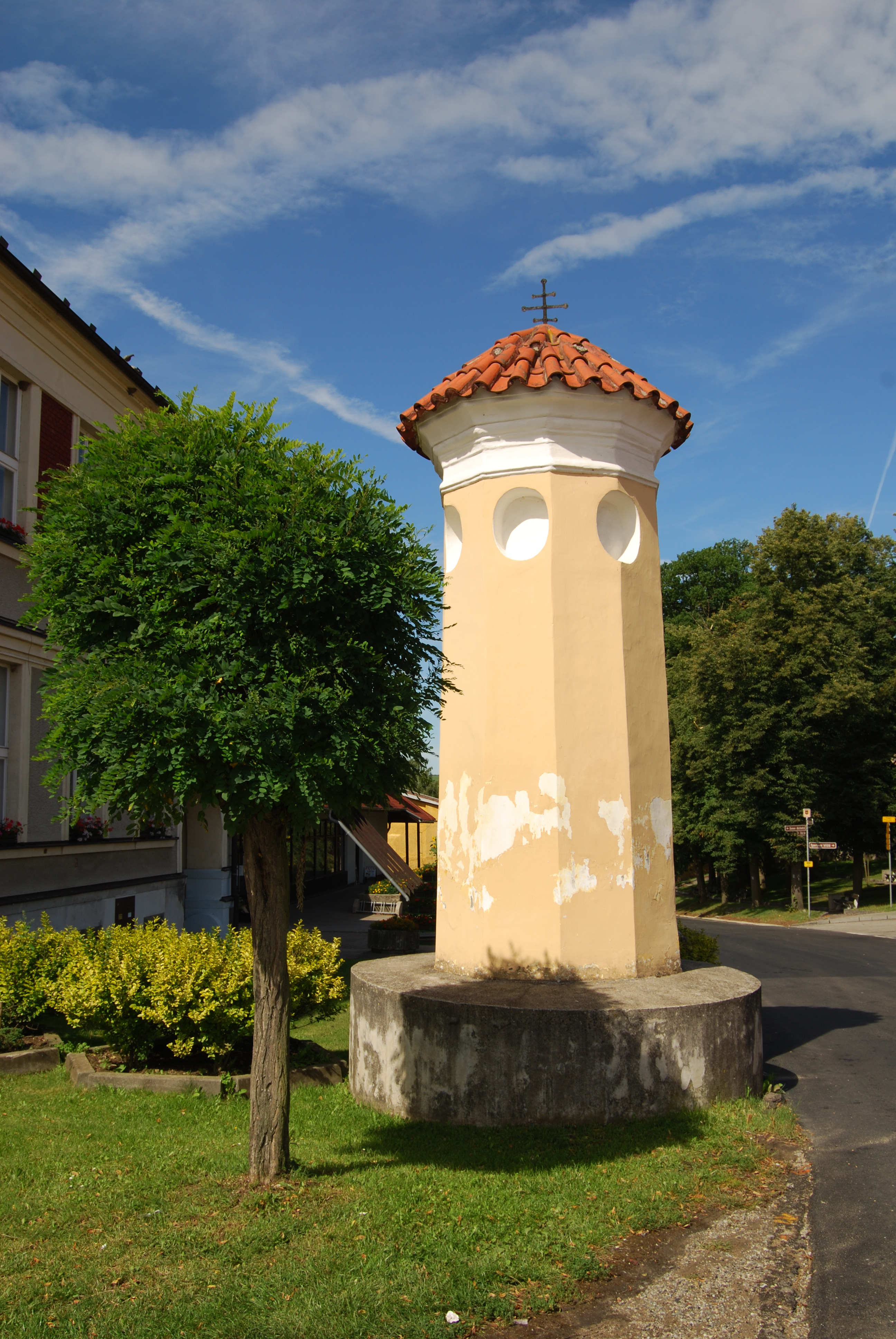
Výklenková kaple
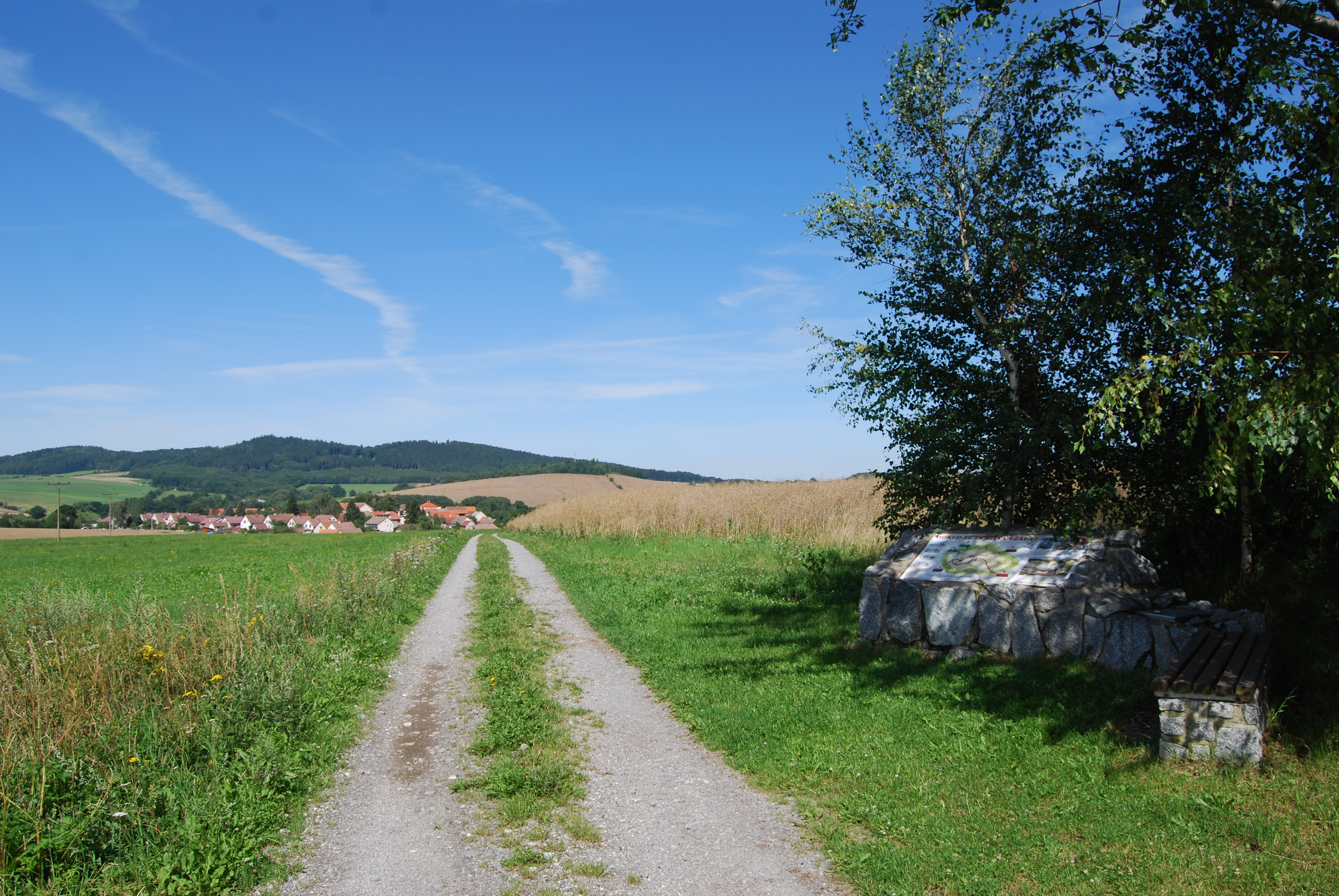
Jedno zastavení naučné stezky bitvy u Jankova
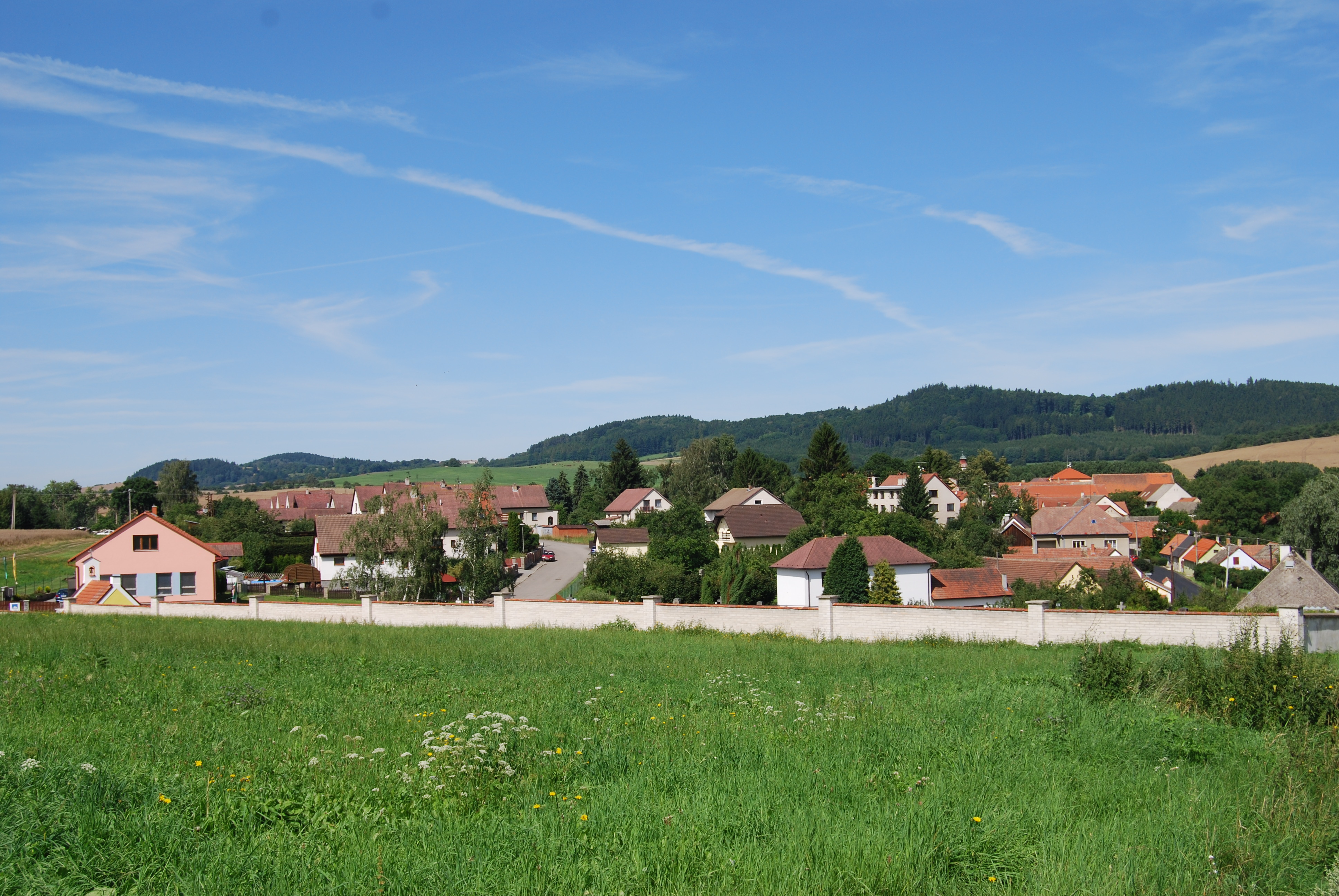
Pohled na obec od zastavení naučné stezky